# Rete tranviaria di Caen
La rete tranviaria di Caen è un sistema tranviario a servizio della città di Caen, in Normandia.
La rete tranviaria è stata inaugurata il 27 luglio 2019 e ha sostituito la tranvia su gomma di Caen, chiusa nel dicembre 2017.

## Rete
La rete tranviaria di Caen è composta da tre linee:
| Linea | Percorso                                             | Apertura | Ultima estensione | km   | Fermate | Percorrenza |
| ----- | ---------------------------------------------------- | -------- | ----------------- | ---- | ------- | ----------- |
| T1    | Hérouville-Saint-Clair - Jean-Vilar                  | 2019     | -                 | 10,7 | 25      | 40'         |
| T2    | Campus 2 - Presqu’île                                | 2019     | -                 | 6,6  | 17      | 25'         |
| T3    | Château-Quatrans - Hauts de l’Orne (Fleury-sur-Orne) | 2019     | 2022              | 5,9  | 15      | 21'         |

## Storia
La tranvia su gomma di Caen, che era il sistema di trasporto a guida parzialmente vincolata su gomma prodotto dalla Bombardier, era stata inaugurata nel 2002, dopo 3 anni di costruzione.
Il 14 dicembre 2011, Viacités ha confermato l'intenzione di abbandonare il TVR a favore di un tram convenzionale entro il 2019, a causa della sua inaffidabilità.
La conversione a un sistema tranviario tradizionale prevedeva anche la rescissione di due contratti di concessione di cui sono titolari Keolis e il consorzio STVR di Bombardier-Spie Batignolles. Alla fine del 2014, il governo francese si è impegnato a stanziare 23,3 milioni di euro per il progetto di conversione della metropolitana leggera di Caen, il cui costo è stimato in circa 230 milioni di euro.
Nel dicembre 2017, il TVR è stato chiuso e sono iniziati i lavori di costruzione. La nuova tranvia è stata inaugurata il 27 luglio 2019.

## Materiale rotabile
Il 16 luglio 2013, le città di Caen e Amiens firmano un accordo per l'acquisto congiunto di 50 treni, con l'intento di ottenere risparmi. Tuttavia, dopo le elezioni municipali del 2014, Amiens abbandona il progetto di tram in favore di un sistema di bus a transito rapido (BRT), obbligando Caen a rivedere il suo progetto.
Nel novembre 2016, Alstom vince la gara, del valore di 51,5 milioni di euro, per la fornitura di 26 treni Citadis 305, con capacità di 212 passeggeri ciascuno. I treni sono dotati di tecnologie moderne, come l'illuminazione LED e le prese USB. Il design esterno è stato scelto tramite voto online e il design Vision grigio e nero è stato il più votato.
La produzione dei treni inizia nel 2018 e il primo treno arriva a Caen nell'ottobre dello stesso anno.

La flotta complessiva è numerata da 1001 a 1026. Nel 2029, sono previsti 10 treni aggiuntivi, che saranno equipaggiati con batterie per operare senza linea aerea di contatto. Le prime consegne di questi treni supplementari sono previste per dicembre 2023 e febbraio 2024, e serviranno a gestire l'aumento della frequenza sulla linea T2 e la temporanea fermata di treni per l'installazione di sistemi di autonomia.

## In progetto
Il 9 marzo 2021 è stato annunciato che una nuova linea servirà la parte occidentale di Caen entro il 2028. Questa nuova linea, denominata T4, collegherà la Presqu'Île di Caen e Saint-Contest mentre la òinea T3 sarà modificata e servirà il Théâtre de Caen, l'Hôtel de Ville, il Lycée Malherbe, lo Zénith de Caen, il nuovo Palais des Sports, lo Stade de Venoix, lo Stade Michel d'Ornano fino al capolinea di Bretteville-sur-Odon - Pompidou e saranno costruite 17 nuove stazioni. Inoltre, all'inizio del 2024 sono stati consegnati 10 nuovi tram. Nel novembre 2024, è stato annunciato che l'estensione sarà posticipata al 2029.